# Jamie Murray
James Robert "Jamie" Murray, född 13 februari 1986 i Dunblane, Skottland, är en brittisk tennisspelare. Han är äldre bror till Andy Murray.
Jamie Murray är professionell sedan 2004. I april 2016 blev han rankad världsetta i dubbel som första brittiska spelare sedan Virginia Wade 1973. Han vann mixed dubbel i US Open såväl 2017 som 2018, i den förra tillsammans med Martina Hingis, i den senare tillsammans med Bethanie Mattek-Sands. 